# Dwumian Newtona
Dwumian Newtona, wzór dwumianowy, wzór dwumienny, wzór Newtona – tożsamość algebraiczna opisująca potęgę dwumianu {\displaystyle (x+y)^{n}} jako sumę jednomianów postaci {\displaystyle ax^{k}y^{l}.} Jeśli wykładnik {\displaystyle n} jest liczbą naturalną, to w każdym z tych jednomianów:
- wykładniki przy {\displaystyle x} oraz {\displaystyle y} sumują się do {\displaystyle n;}
- współczynniki {\displaystyle a} są dodatnimi liczbami naturalnymi, znanymi jako współczynniki dwumianowe i opisane symbolami Newtona.

Nazwa wzoru pochodzi od nazwiska Isaaca Newtona, który w 1676 roku uogólnił go na wykładniki ujemne i ułamkowe. Poprawność tego uogólnienia udowodnił w XIX wieku Niels Henrik Abel.

## Wykładnik naturalny

### Twierdzenie

Współczynniki dwumianowe pojawiają się jako elementy trójkąta Pascala

Jeśli {\displaystyle x,y} są dowolnymi elementami dowolnego pierścienia przemiennego (np. liczby całkowite, wymierne, rzeczywiste, zespolone), to każdą naturalną potęgę dwumianu {\displaystyle x+y} można rozłożyć na sumę postaci
{\displaystyle (x+y)^{n}={\binom {n}{0}}x^{n}+{\binom {n}{1}}x^{n-1}y+{\binom {n}{2}}x^{n-2}y^{2}+{\binom {n}{3}}x^{n-3}y^{3}+\ldots +{\binom {n}{n}}y^{n},}
gdzie {\displaystyle {\tbinom {n}{k}}} oznacza odpowiedni współczynnik dwumianowy.
Przyjmując {\displaystyle x^{0}=y^{0}=1} (także w przypadku, gdy {\displaystyle x=0} lub {\displaystyle y=0}), można powyższy wzór zapisać za pomocą notacji sumacyjnej
{\displaystyle (x+y)^{n}=\sum _{k=0}^{n}{\binom {n}{k}}x^{n-k}y^{k}.}
Uwagi
1. W szczególności dla {\displaystyle x=1} lub {\displaystyle y=1} dostaniemy wzór na tzw. szereg Newtona {\displaystyle (1+x)^{n}=\sum _{k=0}^{n}\;{n \choose k}\;x^{k}.}
2. Współczynniki dwumianowe są elementami {\displaystyle n+1} wiersza w trójkącie Pascala.

Przykłady
{\displaystyle (x+y)^{1}=x+y}
{\displaystyle (x+y)^{2}=x^{2}+2xy+y^{2}}
{\displaystyle (x+y)^{3}=x^{3}+3x^{2}y+3xy^{2}+y^{3}}

### Dowód
Dowód na zasadzie indukcji matematycznej.
Dla {\displaystyle n=1} jest
{\displaystyle (x+y)^{1}=x+y={\binom {1}{0}}xy^{0}+{\binom {1}{1}}x^{0}y=\sum _{k=0}^{1}{\binom {1}{k}}x^{1-k}y^{k}.}
Załóżmy, że wzór zachodzi dla pewnego {\displaystyle n.} Wtedy dla {\displaystyle n+1} mamy
{\displaystyle {\begin{aligned}(x+y)^{n+1}&=(x+y)(x+y)^{n}\\&=(x+y)\sum _{k=0}^{n}{\binom {n}{k}}x^{n-k}y^{k}\\&=\sum _{k=0}^{n}{\binom {n}{k}}x^{n-k+1}y^{k}+\sum _{k=0}^{n}{\binom {n}{k}}x^{n-k}y^{k+1}\\&={\binom {n}{0}}x^{n+1}+\sum _{k=1}^{n}\left[{\binom {n}{k}}+{\binom {n}{k-1}}\right]x^{n-k+1}y^{k}+{\binom {n}{n}}y^{n+1}\\&={\binom {n+1}{0}}x^{n+1}+\sum _{k=1}^{n}{\binom {n+1}{k}}x^{(n+1)-k}y^{k}+{\binom {n+1}{n+1}}y^{n+1}\\&=\sum _{k=0}^{n+1}{\binom {n+1}{k}}x^{(n+1)-k}y^{k},\end{aligned}}}
co kończy dowód.

## Uogólnienie
Istnieje wzór na ogólniejsze potęgi sumy {\displaystyle x+y,} gdzie {\displaystyle x,y} są rzeczywiste, {\displaystyle y>0} oraz {\displaystyle |{\tfrac {x}{y}}|<1,} a wykładnik {\displaystyle r} jest rzeczywisty lub zespolony. Wzór ten zawiera uogólniony symbol Newtona:
{\displaystyle (x+y)^{r}=\sum _{k=0}^{\infty }{r \choose k}x^{k}y^{r-k}.}

## Historia
Wzór oraz trójkątne uporządkowanie współczynników dwumianowych przypisuje się często Blaise’owi Pascalowi, który opisał je w XVII wieku, ale były one znane  matematykom żyjącym przed nim:
- w IV w. p.n.e. grecki matematyk Euklides znał przypadek szczególny twierdzenia dla wykładnika nie większego niż 2[3][4];
- w III w. p.n.e. hinduski matematyk Pingala znał to twierdzenie dla wyższych wykładników[potrzebny przypis].

Ogólniejsze twierdzenie dwumianowe i trójkąt Pascala znali:
- indyjski matematyk Halajuda w X w.;
- perski matematyk Omar Chajjam w XI w.;
- chiński matematyk Yang Hui w XIII w.